# Vazari
Vazari (łac. Diocesis Vazaritanus) – stolica historycznej diecezji w Cesarstwie rzymskim w prowincji Afryka Prokonsularna, sufragania metropolii Kartagina. Współcześnie w Tunezji. Obecnie katolickie biskupstwo tytularne.

## Biskupi tytularni
| Lp. | Biskup                     | Funkcja                                    | Od                   | Do                   |
| --- | -------------------------- | ------------------------------------------ | -------------------- | -------------------- |
| 1   | Burkhard Huwiler           | wikariusz apostolski Bukoby (Tanzania)     | 18 marca 1929        | 1 października 1954  |
| 2   | Alfredo Poledrini          | nuncjusz apostolski                        | 27 października 1965 | 23 kwietnia 1980     |
| 3   | Benito Stanislao Andreotti | opat Subiaco (Włochy)                      | 10 lutego 1982       | 16 października 2003 |
| 4   | Martín Pérez Scremini      | biskup pomocniczy Montevideo (Urugwaj)     | 6 marca 2004         | 15 marca 2008        |
| 5   | Walter Heras Segarra       | wikariusz apostolski Zamory (Ekwador)      | 25 marca 2009        | 31 października 2019 |
| 6   | Yvan Mathieu               | biskup pomocniczy Ottawy-Cornwall (Kanada) | 17 marca 2022        |                      |